# Siriu
Siriu é uma comuna romena localizada no distrito de Buzău, na região de Muntênia. A comuna possui uma área de 223.51 km² e sua população era de 3153 habitantes segundo o censo de 2007.